# Busto di Niccolò da Uzzano
Il Busto di Niccolò da Uzzano è un'opera in terracotta policroma attribuita a Donatello, databile al 1432 circa. Misura 46x44 cm ed è conservata nel Museo del Bargello a Firenze.

## Storia
Il busto si trovava nel palazzo di Niccolò da Uzzano, poi Capponi, e venne venduto dalla famiglia allo Stato nel 1881, quando pervenne al Bargello. Le fonti antiche lo ricordano come ritratto dello statista fiorentino e nel XVI secolo venne usato come modello da Cristofano dell'Altissimo per il ritratto nella serie degli uomini illustri per la serie gioviana. 
L'attribuzione a Donatello è molto controversa, e l'opera è stata riferita anche a Desiderio da Settignano (Janson 1957) o Pietro Torrigiani (Ciardi Dupré). Venne messo in dubbio anche il soggetto ritratto, che è noto solo dal XVI secolo e che sarebbe altrimenti potuto essere anche un componente dei Capponi. Niccolò da Uzzano era comunque tra gli esecutori testamentari di Baldassarre Coscia, per cui venne sicuramente in contatto con Donatello per l'esecuzione del monumento funebre all'antipapa.

## Descrizione
L'opera è di altissima (circa) qualità ed è uno dei più antichi ritratti a busto del Rinascimento. La resa naturalistica del soggetto è molto spiccata, con la fisionomia che, come ha confermato il restauro, deriva da un calco preso direttamente dalla maschera mortuaria. Grande attenzione è data ai dettagli anatomici della muscolatura facciale e dell'epidermide, che non sono tipici di Donatello.
Nonostante ciò la qualità del modellato è stata da alcuni messa in relazione con quella dell'Abacuc o del Geremia, opere databili al 1423-1435. Janson e Schlegel propesero per Desiderio e per una datazione al 1450 circa, che escludeva l'identificazione con Niccolò da Uzzano.